# Parti de la mère patrie
Pour les articles homonymes, voir ANAP.
Le Parti de la mère patrie (en turc : Anavatan Partisi, abrégé initialement en ANAP, puis en ANAVATAN) est un parti politique turc de droite, de tendance libérale, fondé en 1983 par Turgut Özal. Bien qu’il ne s’agisse pas officiellement d’un parti islamiste déclaré comme tel, il est cependant assez favorable à la remise en cause d'un certain nombre de principes kémalistes, comme la laïcité. On le présente parfois comme un successeur du Parti démocrate d’Adnan Menderes et du Parti de la justice.

## Histoire
Fondé en 1983 et prenant la suite du Parti de la justice, dissout en 1981, le Parti de la mère patrie participe en novembre de la même année aux premières élections législatives organisées après le coup d'État de 1980. Il arrive en tête et obtient une majorité en sièges, ce qui lui permet d'accéder au pouvoir qu'il conserve, après avoir été reconduit aux élections de 1987, jusqu'en 1991. Son leader Turgut Özal est nommé Premier ministre de 1983 à 1989, puis président de la République de 1989 à sa mort en 1993. Cette période de huit années est marquée par une politique libérale de désengagement du secteur public et de développement du secteur privé. Il poursuit la politique du « retour à l'islam » amorcée par les partis de droite précédents (PD et PJ). Ainsi, le gouvernement Özal autorise les femmes voilées à entrer à l'université (disposition annulée par la cour constitutionnelle le 7 mars 1989) et abroge l’article 163 du code pénal qui réprimait tout atteinte au principe de laïcité. En 1987, le gouvernement pose la candidature de la Turquie à la Communauté économique européenne avant d'y renoncer plus tard.
L’ANAP revient brièvement au pouvoir en 1995 dans une alliance avec le Parti de la juste voie, un autre parti de droite, puis de nouveau de juillet 1997 à novembre 1998, avec Mesut Yılmaz au poste de Premier ministre.
Les législatives d’avril 1999 où l’ANAP obtient 14 % des voix, le font redescendre au rang de 4e parti de Turquie avec 86 députés sur 550.
Aux élections législatives de novembre 2002, son score tombe à 5,12 % des suffrages, soit bien en dessous du seuil de 10 % nécessaire pour avoir des députés à l'Assemblée.
En raison de désistements, 13 députés rejoignent les rangs de l'ANAP en cours de législature. Cette situation place le parti en position de pouvoir, en cas d'alliance, donner à l'AKP, qui dispose de 356 sièges sur 550, la majorité des deux tiers au Parlement nécessaire pour certaines modifications constitutionnelles.
En mai 2007, dans la perspective des élections législatives de l'été suivant, l'ANAP tente un rapprochement avec le Parti de la juste voie, lui aussi issu du Parti de la justice, qui devient le Parti démocrate, dans le but de dépasser la barre des 10 % indispensable pour obtenir des députés. Cependant, cette démarche échoue et l'ANAP préfère ne pas présenter de candidats, laissant le Parti démocrate partir seul au scrutin où il subit un échec avec 5,4 % des voix.
Finalement, le 31 octobre 2009, les deux partis réalisent leur fusion mais celle-ci se révèle éphémère lorsque le 11 septembre 2011, l'ANAP décide de reprendre son existence propre sous la direction d'İbrahim Çelebi. Les factions opposées à la fusion de 2009 ont fondé le Grand Parti de la mère patrie.
Le Parti de la mère patrie se présente aux élections législatives du 14 mai 2023, mais ne recueille que 0,12 % des voix.